# Peter Löw (Unternehmer)

Peter Löw

Peter Werner Maria Löw (* 21. Oktober 1960 in Ludwigshafen am Rhein) ist ein deutscher Jurist, Unternehmer, Investor und Autor.

## Leben
Peter Löw wurde 1960 in Ludwigshafen geboren. Er ging in Baden-Baden zur Schule und wurde dort Mitglied bei der PV Frankonia. Nach dem Abitur 1979 und Wehrdienst 1979/1980 als Fallschirmjäger in Calw studierte er von 1980 bis 1985 Rechtswissenschaften an der Universität Freiburg und legte 1985 das erste juristische Staatsexamen ab. Parallel begann er 1982 ein Geschichtsstudium an der Universität Freiburg, das er bis 1989 an der Technischen Universität Berlin fortsetzte. Während des Studiums in Freiburg wurde er Mitglied im Corps Rhenania, dem er bis 1986 angehörte.
Im Jahr 1985 gründete er mit Martin Vorderwülbecke einen Verlag in Baden-Baden, den er bis 2006 leitete. Von 1986 bis 1990 absolvierte er das Referendariat mit Stationen an der Deutschen Botschaft in Rom sowie in Bordeaux und New York. 1987 begann er eine geschichtswissenschaftliche Promotion beim Militärhistoriker Werner Hahlweg an der Universität Münster. Nach dessen Tode wurde er 1989 bei Eckardt Opitz an der Universität der Bundeswehr Hamburg mit einer Dissertation über das preußische Heer promoviert.
Löw legte 1990 das Assessorexamen ab. 1990/1991 war er Assistent bei Friedrich-Christian Schroeder an der Universität Regensburg. 1991 absolvierte er ein wirtschaftswissenschaftliches Studium (MBA) an der Insead. 1992 wurde er beim Staats- und Verwaltungsrechtler Franz-Ludwig Knemeyer an der Universität Würzburg mit einer Dissertation über die nationalsozialistische Gemeindeordnung von 1935 promoviert.
2012 wurde er Mitglied des Senats der Philosophisch-Theologischen Hochschule Heiligenkreuz. 2013 ernannte man ihn dort zum Honorarprofessor für Wirtschaftsphilosophie.
Löw ist wissenschaftlich und belletristisch als Autor tätig. Nach Recherchen des Manager Magazins gehörte Peter Löw im Jahr 2020 zu den 500 reichsten Deutschen (Rang 320). Löw sammelt Kunstwerke und Antiquitäten. Er ist als Fallschirmspringer Reserveoffizier der Bundeswehr. Ende 2014 überlebte er einen Flugzeugunfall mit einem Kleinflugzeug in Florida.
Im Mai 2022 wurde Löw zum Delegierten des religiösen und militärischen Konstantinischen St.-Georgs-Orden für Deutschland berufen.
2023 gründete Löw eine Stiftung, die Stipendien für Teilnehmer der IESE Business School vergibt.
Löw ist mit Clara Löw verheiratet und achtfacher Vater. Er lebt in München und auf Schloss Hofhegnenberg.

## Karriere
1991/1992 war Löw Consultant bei McKinsey & Company.
Seit 1992 übernahm Löw nach eigenen Angaben mehr als 300 Unternehmen oder Anteile daran.
Im Jahr 1993 gründete er das Unternehmen Systemkopie und erwarb mehrere Büromaschinenhändler. 1995 verkaufte er diese. Von 1995 bis 2001 erwarb er mit dem Unternehmen Certina mittelständische Industrieunternehmen, darunter Horn und Pruss. 2001 verkaufte er seine Anteile. Im darauf folgenden Jahr erwarb Löw mehrere Telekommunikationsgesellschaften unter anderem von ENBW, Telefonica und Completel. 2003 brachte er seine Beteiligung in Versatel ein. 2004 verkaufte er seine Anteile. 2003 erwarb er von Springer den Weltkunst Verlag, den er 2005 an den Zeitverlag verkaufte.
Von 2002 bis 2007 war Löw Vorstand von Arques Industries. 2007 verkaufte Löw seine Anteile und schied kurz darauf aus der Gesellschaft aus. Während seiner Tätigkeit als Vorstand und Hauptaktionär wurden von Arques eine Reihe von Unternehmen erworben und wieder verkauft, darunter Schaltbau, der Kinderwagenhersteller Teutonia, Golfhouse, Fritz Berger und SKW Metallurgie.
Die Holding Arques übernahm 2005 Druckbetriebe und brachte sie in Arquana International Print & Media ein. 2006 wurde das Unternehmen verkauft, 2007 schied Löw aus dem Unternehmen aus.
Löw gründete 2007 das Goldhandelsunternehmen 24k Trading Partners und stellte das Geschäft ein Jahr später wieder ein. Von 2008 bis 2013 betrieb er die Beteiligungsgesellschaft bluO.
Im Jahr 2010 stieg Löw erneut als Aktionär bei Arques ein und wurde 2010 zum Aufsichtsratsvorsitzenden gewählt. Nach der Bestellung eines neuen Vorstands und einer Kapitalerhöhung legte er das Amt wieder nieder.
Von 2010 bis 2012 war Löw Miteigentümer der Nachrichtenagentur dapd und dort ab 2011 Aufsichtsratsvorsitzender. Löw kam mit der Insolvenz der dapd in die Schlagzeilen.
2013 gründete Löw die Livia Group. Zu ihr gehören unter anderem das Unternehmen Alzchem, das 2017 in der AlzChem Group aufging und 2024 in den SDAX aufstieg.

## Sonstige Investitionen

### Recycling
Löw betreibt mit Tubis in Bulgarien ein Werk zur Umwandlung von Plastikmüll in verwertbare Öle. In Maharashtra in Indien ist Löw Mehrheitsgesellschafter von Orgatreatments, die eine Anlage zur Umwandlung von Orangenschalen in Futtermittel und Peptide betreibt. Sein Unternehmen FermaFuel verwertet Biogasreste.

### Landwirtschaft
Löw betreibt mehrere landwirtschaftliche Betriebe. Dazu gehört das Weingut Schloss Frankenberg am Steigerwald, und das Weingut Vergenoegd Löw in Stellenbosch. In Italien baut er Oliven und Zitronen an.

### Gastronomie
In Wien betreibt Löw seit 2018 im Haus Zur kleinen Dreifaltigkeit das Restaurant Feinkosterei. 2021 eröffnete Löw zusammen mit dem österreichischen Sternekoch Heinz Hanner und dem Küchenchef Marco Gatterer das Restaurant Berggericht in Kitzbühel, das von Gault & Millau mit vier Hauben und 17 Punkten zum besten Neueinsteiger 2023 gekürt wurde und 2025 mit einem Michelin-Stern ausgezeichnet wurde. 2023 eröffnete er in Kitzbühel ein weiteres Restaurant. Im Schloss Frankenberg hat Löw zusammen mit Sternekoch Steffen Szabo das Restaurant Amtshaus, sowie das Fine-Dining-Restaurant Le Frankenberg, das mittlerweile mit einem Michelin-Stern ausgezeichnet wurde, eröffnet. In Südafrika betreibt er seit 2021 mit dem Koch Bertus Basson das Restaurant Geuwels und das mit einem Stern ausgezeichnete Restaurant Clara's Barn.

### Hotellerie
In Stellenbosch betreibt Löw seit 2022 ein Hotel auf einem Weingut sowie ein Hotel im Schloss Frankenberg.

### Immobilien
Ab 2000 erwarb Löw eine Reihe von Baudenkmälern und ließ diese sanieren. 2023 wurde er dafür mit der österreichischen Denkmalschutzmedaille ausgezeichnet. Zu den Projekten zählen unter anderem das Schloss Hofhegnenberg bei Augsburg, das Schloss Frankenberg am Steigerwald, eine Klosteranlage in Italien, das Haus zur Kleinen Dreifaltigkeit in Wien, der Palazzo Tron und der Palazzo Belloni-Bataglia in Venedig, ein Bauernhof bei Limone am Gardasee, das großherzogliche Amtshaus in Baden-Baden, und das Berggericht in Kitzbühel. In der Altstadt von Lauffen bei Bad Ischl erwarb Löw fünf mittelalterliche Salzfertigerhäuser. Auf der schottischen Insel Fetlar erwarb er die Brough Lodge.

## Auszeichnungen
- 2001: Ehrenkreuz der Bundeswehr in Gold
- Komturkreuz (2004), Großkreuz (2011) des päpstlichen Silvesterordens
- 2013: Großkreuz Pro Merito Melitensi des Souveränen Malteserordens
- 2017: Flüchtlingsmedaille der Malteser
- 2021: Kommandeurkreuz mit Stern des Real ordine di Francesco primo
- 2024: Silbernes Verdienstzeichen des Landes Oberösterreich

## Schriften
- Der preussische Unteroffizier im stehenden Heer des Absolutismus bis 1806. Am Beispiel der Infanteriekompanie. Hartung-Gorre, Konstanz 1989, ISBN 3-89191-317-6 (337 S.).
- Formularsammlung für die Berliner Rechtspraxis. Löw und Vorderwülbecke, Baden-Baden 1990, ISBN 3-928017-75-6 (178 S.).
- X 1, 6, 14 „Electio debet esse in libertate eligentium“. Löw und Vorderwülbecke, Baden-Baden 1992, ISBN 3-928017-61-6 (40 S.).
- Kommunalgesetzgebung im NS-Staat: am Beispiel der Deutschen Gemeindeordnung 1935. Löw und Vorderwülbecke, Baden-Baden 1992, ISBN 3-928017-64-0 (361 S.).
- Theologie und Wirtschaft. J.P. Bachem Verlag, Köln 2017, ISBN 978-3-7616-3276-5 (224 S.).
- Peter Löw (Hrsg.): Väter in den Augen ihrer Söhne: Lebensbilder der Familienväter Löw über vier Generationen 1870 bis 2016. J.P. Bachem Verlag, Köln 2018, ISBN 978-3-7616-3277-2 (168 S.).
- Der Freund: eine Nachmittagsnovelle. Osburg Verlag, Hamburg 2020, ISBN 978-3-95510-246-3 (76 S.).
- Flusenflug. Bekenntnisse eines Firmenjägers. Osburg Verlag, Hamburg 2020, ISBN 978-3-95510-233-3 (417 S.).
- Fluffs. Confessions of a Corporate Raider. Osburg Verlag, Hamburg 2022, ISBN 978-3-95510-298-2 (380 S.).
- Jungenhaft: von einem, der auszog, das Fürchten zu lernen. Osburg Verlag, Hamburg 2021, ISBN 978-3-95510-261-6 (234 S.).
- Boyish. The Tale of a Young Man Who Set Out to Learn the Meaning of Fear. Osburg Verlag, Hamburg 2022, ISBN 978-3-95510-299-9 (180 S.).
- Das eine Evangelium – Evangelienharmonie, Auf der Grundlage der Evangelienharmonie des Tatian (Hrsg.). Verlag Herder, Freiburg 2024, ISBN 978-3-451-38555-1 (256 S.).
- Die Wolke – Eine Vormittagsnovelle. Osburg Verlag, Hamburg 2024, ISBN 978-3-95510-361-3 (70 S.).
- Flusenflug. Die Bekenntnisse eines Firmenjägers. 2. Auflage, Osburg Verlag, Hamburg 2024, ISBN 978-3-95510-233-3 (421 S.).
- Jesus von Nazareth – Das eine Evangelium. 2. Aufl., Verlag Herder, Freiburg 2025, ISBN 978-3-451-02955-4 (176 S.).